# Univerzita Amoud
Univerzita Amoud je univerzita v somálském, resp. Somalilandském regionu Awdal, ve městě Boorama. Provoz univerzity byl oficiálně zahájen v 4. listopadu 1998 a jde o první poválečnou instituci vyššího vzdělávání zřízenou v Somalilandu. V současnosti má univerzita sedm fakult:
1. Škola podnikání a veřejné správy
2. Pedagogická fakulta
3. Fakulta informačních technologií
4. Lékařská fakulta
5. Fakulta zemědělství
6. Právnická fakulta a islámského práva šaría)
7. Fakulta strojařství

Počet studentů univerzity přesahuje 1700, s vysokou účastí studentek. Studenti pocházejí nejen z regionů Somalilandu, ale i jiných oblastí Somálska.